# Зырянова, Анастасия Олеговна
Анастаси́я Оле́говна Зыря́нова (род. 7 января 2001, Краснокамск, Пермская область) — российская биатлонистка, чемпионка России. Мастер спорта России.

## Биография
Родилась в Краснокамске в семье профессиональных конькобежцев. Дядя спортсменки, Радик Бикчентаев, трижды участвовал в Олимпийских играх, представляя Казахстан. 
В детстве играла на фортепиано и в баскетбол. С седьмого класса школы стала заниматься лыжными гонками в посёлке Майский, но в 18-летнем возрасте перешла в биатлон. Первым и личным тренером спортсменки является Николай Владимирович Лобанов.
Окончила Чайковскую академию физической культуры и спорта по специальности «тренер».
До 2024 года представляла на внутрироссийских соревнованиях родной Пермский край, ныне выступает за Московскую область.

### Карьера
Была многократным победителем и призёром всероссийских соревнований среди юниорок.
В сезоне 2021/2022 принимала участие в юниорском чемпионате Европы в словенской Поклюке, где лучшим результатом стало 22-е место в спринте.
По итогам сезона 2022/2023 заняла первое место в юниорском рейтинге СБР, впоследствии попала в состав основной сборной России.
В сезоне 2023/24 впервые завоевала награду на взрослом уровне, заняв 2-е место в одиночной смешанной эстафете на Кубке России. В том же сезоне выиграла первую медаль чемпионата России, став второй в сингл-миксте вместе с Иваном Колотовым.
Перед сезоном 2024/25 перешла из родного Пермского края в команду Московской области. 6 декабря 2024 года одержала первую победу во взрослой карьере, выиграв золото спринта на втором этапе Кубка России в Ханты-Мансийске, а на следующий день Анастасия стала второй в гонке преследования. В марте 2025 года Зырянова впервые стала чемпионкой России, завоевав золото в составе эстафетной команды Подмосковья на первенстве в Ханты-Мансийске.